# Centre hospitalier universitaire de Nantes
Le Centre hospitalier universitaire (CHU) de Nantes est un centre hospitalier universitaire français qui emploie plus de 13 000 personnes (2020).
Au 1er janvier 2022, le CHU de Nantes devient membre fondateur de Nantes Université.

## Soins
Les différents établissements du CHU assurent des soins de proximité pour la population de l'agglomération nantaise et constituent un recours pour les établissements de santé privés et publics de la Loire-Atlantique, ainsi que ceux des départements limitrophes (Morbihan, Vendée...) lorsque la prise en charge d'un patient nécessite la mise en œuvre de compétences ou des techniques particulières.
Il a une vocation régionale, voire inter-régionale pour les soins hautement spécialisés (transplantations, cancérologie, neurochirurgie, prises en charge des grands brûlés...).

## Établissements
| \| Hôtel-Dieu/Hôpital femme-enfant-adolescent Futur CHU île de Nantes Le Tourville Hôpital Saint-Jacques/Maison Pirmil Résidence Beauséjour Hôpital Bellier hôpital Nord Laennec \| Localisation des établissements du CHU de Nantes · (seul l'hôpital de la Seilleraye est en dehors du cadre de cette carte). · L'emplacement du futur CHU de l'île de Nantes est également indiqué. |
| Hôtel-Dieu/Hôpital femme-enfant-adolescent Futur CHU île de Nantes Le Tourville Hôpital Saint-Jacques/Maison Pirmil Résidence Beauséjour Hôpital Bellier hôpital Nord Laennec |

Le CHU dispose de 2993 lits et places, répartis dans neuf établissements situés dans Nantes et sa périphérie :
- l'Hôtel-Dieu (Nantes, quartier centre-ville) : 791 lits de court séjour (médecine et chirurgie), centre 15, urgences et Samu ;
- l'hôpital femme-enfant-adolescent (Nantes, quartier centre-ville) : 331 lits - services de gynécologie-obstétrique, sur le site de l'Hôtel-Dieu, quai Moncousu, services destinés aux soins de l'enfant et de l'adolescent ;
- le Tourville (Nantes, quartier centre-ville) : à proximité de l'Hôtel-Dieu, entre le quai de Tourville et la rue Bias, ce bâtiment regroupe des services spécialisés dans l'hygiène et la prévention en santé publique ;
- l'hôpital Saint-Jacques (Nantes, quartier Nantes Sud) : 792 lits - services de rééducation fonctionnelle, de psychiatrie et de gériatrie - plate-forme logistique du CHU ;
- la résidence Beauséjour (Nantes, quartier Breil - Barberie) : 120 lits de soins gériatriques de longue durée ;
- l'hôpital Bellier (Nantes, quartier Doulon - Bottière) : 135 lits et le centre ambulatoire nantais de gérontologie clinique ;
- la maison Pirmil (Nantes, quartier Nantes Sud) : 184 lits de soins de longue durée et de soins de suite gériatriques, située dans l'enceinte de l'hôpital Saint-Jacques ;
- l'hôpital Nord Laennec (Saint-Herblain) : 522 lits de court séjour (médecine et chirurgie) ;
- l'hôpital de la Seilleraye (Carquefou) : 192 lits de soins gériatriques de longue durée.

### Anciens établissements
Le CHU a également géré par le passé des établissements hospitaliers aménagés dans d'anciens manoirs :
- L'hôpital de la Droitière (Mauves-sur-Loire) a été vendu en 2000, dix ans après le départ des derniers patients en 1990. Il comprenait 150 lits[3].
- L'hôpital de la Placelière (Château-Thébaud) a été fermé en 2009. Il disposait alors de 72 lits[4].

## Organisation
Le centre hospitalier universitaire de Nantes est sous la responsabilité d'un conseil de surveillance dont, depuis le 8 octobre 2012, le président est Johanna Rolland, maire de Nantes.
Le projet médical est soumis à un directoire constitué d'une dizaine de professionnels de santé.

Philippe El Saïr est depuis le 1er juillet 2020 directeur général du CHU de Nantes. La direction générale est organisée en cinq pôles, l'offre de soins est organisée en cinq plates-formes de proximité définies par un groupe de spécialités médicales.
Ce fonctionnement a été mis en place dans le cadre d'une réforme nationale de l'organisation des établissements de santé entamée en 2005. Le CHU de Nantes a choisi de supprimer les directions de site.

## Formation
Le pôle formation du CHU de Nantes comprend onze instituts et écoles qui préparent à des diplômes allant du niveau V jusqu’au Master dans les domaines de la santé et du travail social. Ces instituts se trouvent sur le plateau des écoles sur le site de l'hôpital Saint-Jacques. Le pôle participe également à la formation médicale, chirurgicale, pharmaceutique et odontologique de la région via l'université de Nantes principalement à l'Hôtel-Dieu.

## Recherche
Le CHU de Nantes figure parmi les dix premiers CHU chercheurs :
- 8e place pour les publications scientifiques[8] : plus de 800 publications par an, 44 % des publications de niveau A et B. Ces niveaux qui définissent la qualité d’une publication sur une échelle de six (A, B, C, D, E, NC), est évaluée par le logiciel Sigaps (système d’interrogation, de gestion et d’analyse des publications scientifiques). La moyenne nationale sur les publications de niveau A et B est de 38 % en 2012 ;
- 5e place pour les essais cliniques ;
- quatre Programme hospitalier de recherche clinique (PHRC) nationaux et six PHRC interrégionaux ont été obtenus. Un nouveau Soutien aux techniques innovantes et coûteuses (Stic) est coordonné par une équipe du CHU de Nantes.

Le CHU de Nantes participe au développement de la recherche biomédicale principalement dans les domaines suivants :
- l'immunologie et la transplantation ;
- l'hémato-cancérologie ;
- la nutrition humaine ;
- les pathologies cardio-vasculaires et thoraciques ;
- la thérapie cellulaire et la thérapie génique ;
- les biomatériaux.

Le CHU de Nantes est associé à l'Université de Nantes. Le premier objectif est le développement de la recherche biomédicale et de l'innovation en santé. L'association vise également la politique de formation des professionnels de santé et des étudiants, la gestion des effectifs hospitalo-universitaires et des personnels de recherche non médicaux , la gestion des locaux, des équipements et des plateformes destinés à la recherche en santé, les systèmes d'information et la politique de mécénat. 
Le CHU de Nantes est doté de structures adaptées à la recherche : 
- une délégation régionale à la recherche clinique et à l'innovation ;
- une fédération d'appui à la recherche (FAR) ;
- un centre d'investigation clinique (CIC) avec un module plurithématique depuis 2011 et un module en biothérapies depuis 2005 ;
- un centre de ressources biologiques (CRB) destiné à rassembler les 120 collections existantes et permettre la création de nouvelles ;
- plus de 10 000 m2 de locaux destinés à la recherche ;
- un nombre de laboratoires labellisés par l'Inserm et l'Inra passé entre 1990 et 2012 de 1 à 13 (9 UMR, 2 CIC, 2 Avenir, 1 UMS).

## Historique
En 2024, selon des sources syndicales, plusieurs services sont en sous-effectifs et, de ce fait, contraints de fermer des lits : psychiatrie, pédiatrie, neurologie, hépatologie, orthopédie, réadaptation. Dans le même temps, la direction renouvelle l’identité visuelle de l’établissement pour un coût de 185 000 euros.

## Transfert du CHU
Dans le cadre d'un transfert du Centre hospitalier universitaire vers la partie ouest de l'île de Nantes (initialement prévue à l'emplacement des terrains de l'ancienne gare de l'État et du Marché d'intérêt national, l'emprise du nouvel hôpital sera finalement implanté entre la partie sud du MIN et la Loire à l'horizon 2026 (le gouvernement ayant donné son accord pour ce transfert le 16 juillet 2013,), les sites de Hôtel-Dieu et celui de l'hôpital Laënnec ne seront plus affectés à des activités de soins. Les bâtiments devraient être cédés au prix du marché. 
Le CHU de Nantes a créé en 2014 un site internet consacré à la présentation de ce projet et à son suivi.
Le 18 décembre 2014, le cabinet d'architecte franco-belge Art and Build architectes est désigné à l'unanimité comme concepteur du futur centre hospitalier.
Après quelque 150 réunions de concertation ayant rassemblé quelque 800 personnes (professionnels, représentants des usagers et de la communauté hospitalière… ), Art and Build architectes a conçu sur un terrain de 10,1 hectares un centre hospitalier d'une surface totale de 225 000 m2 comprenant :
- 1 384 lits et places dont 257 lits de soins critiques (100 % des chambres étant individuelles) ;
- 58 salles de bloc opératoire (y compris ICO).

Le CHU sera en mesure d'accueillir 158 000 séjours en médecine-chirurgie obstétrique dont 64 % réalisés ambulatoire, 130 000 passages aux urgences par an, 1 million de venues en consultations et explorations fonctionnelles par an. Le coût de l'opération en valeur finale toutes dépenses confondues est estimé à 953 millions d’euros.
Le permis de construire a été signé par le préfet Claude d'Harcourt, le 16 juillet 2019. La première pierre du futur CHU est posée en janvier 2022.

## Critiques
Sous la direction de Philippe El Saïr, un certain nombre d'opérations, que les syndicats ne jugent pas justifiées d'autant plus que le directeur est connu pour être un chasseur de coûts. Sont ainsi épinglés le nouveau logo du CHU, dont le coût de 185 000 € rappelle qu'il s'agit d'une opération de recherche d'un nouveau positionnement stratégique. La commande d'un audit RH externe alors que le Comité social territorial a déjà conclu dans un précédent rapport à une forte violence institutionnelle due à la gestion de Philippe El Saïr, pour un montant de 93 000 € entre là aussi dans le cadre des dépenses questionnables. De même que la fête électro pour les voeux de 2024 qui a par ailleurs coûté 31 859 € ou encore la cérémonie de pose de la première pierre en janvier 2022, avec la participation de Jean Castex, pour un coût de 90 000 €.

## Galerie

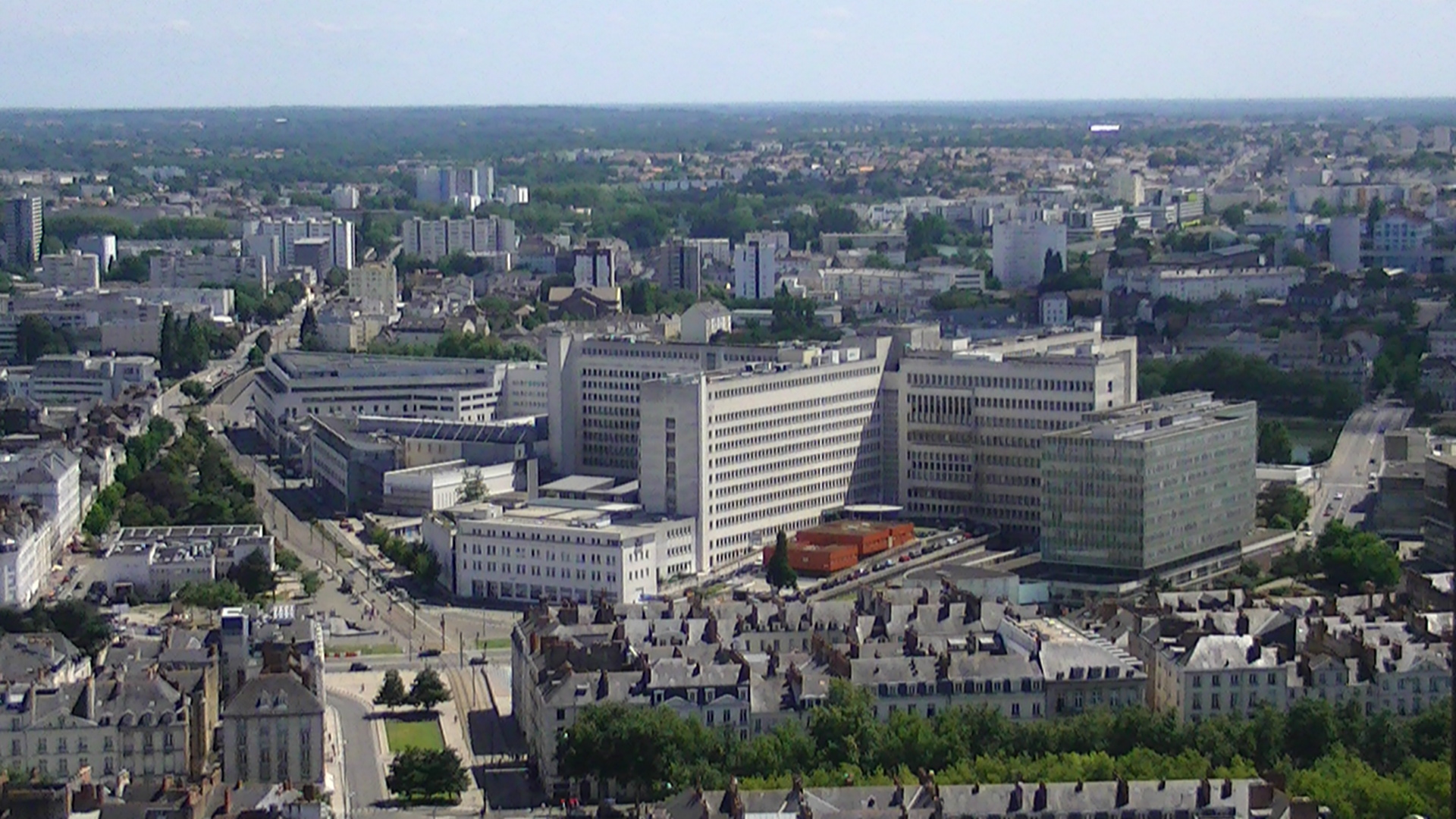
Hôtel-Dieu de Nantes
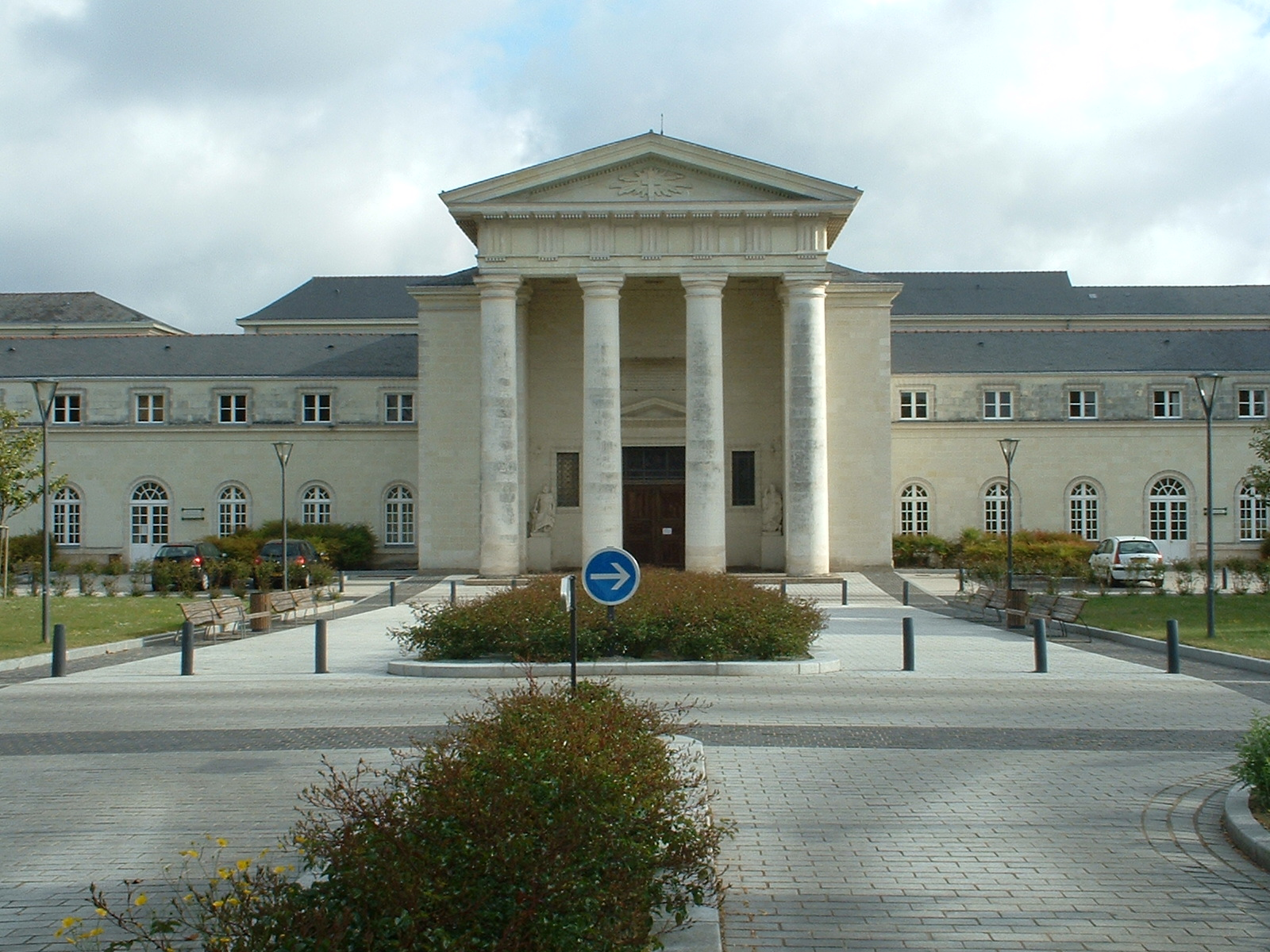
Hôpital Saint-Jacques
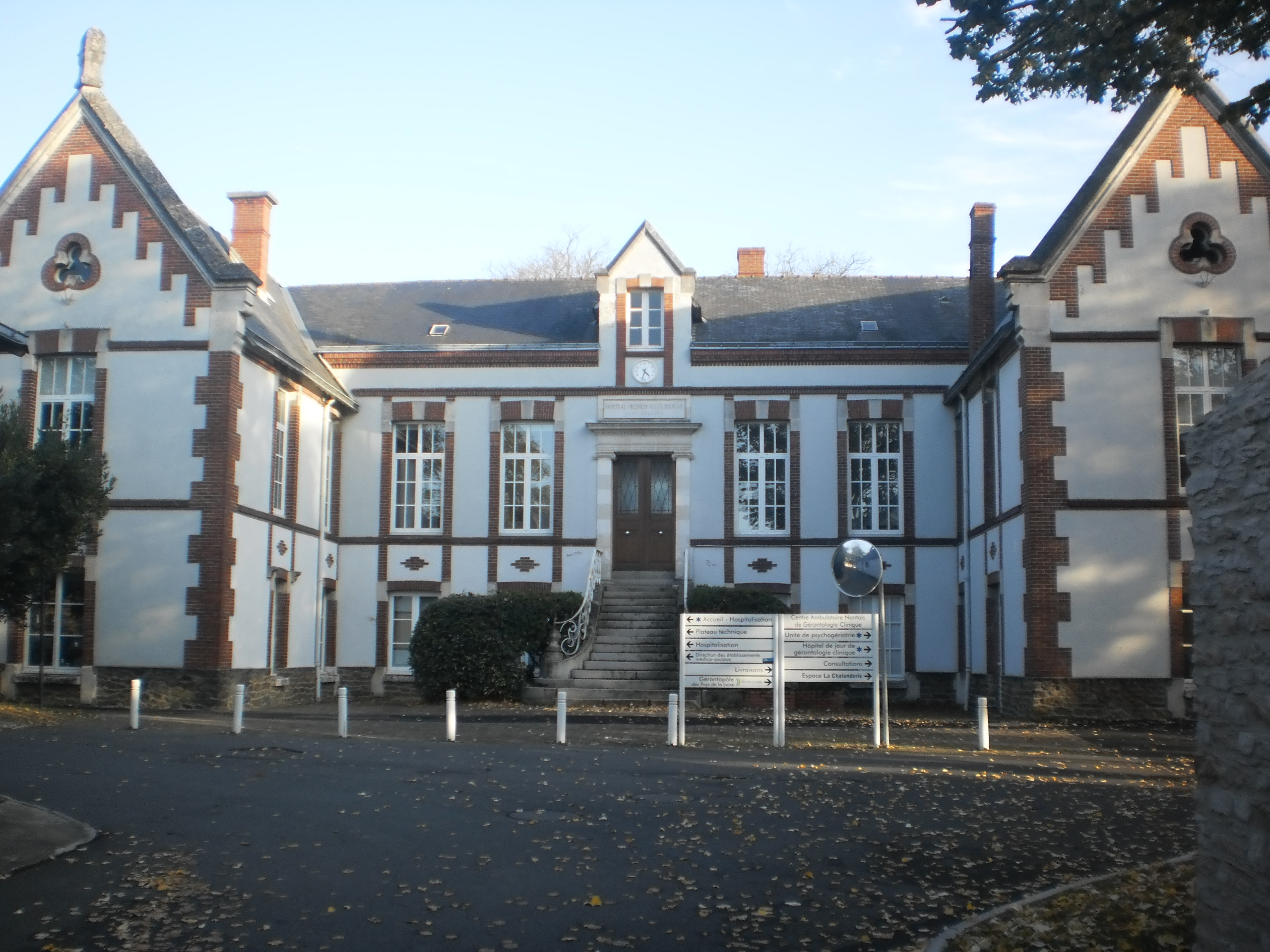
Hôpital Bellier

## Faits
L'acteur Louis de Funès est décédé le 27 janvier 1983 au CHU de Nantes.
Le premier bébé d'un couple lesbien, issu d'une PMA pour toutes, est né le 27 août 2022 au CHU de Nantes.